# José van Dijck
Johanna Francisca Theodora Maria "José" van Dijck (nascida em 15 de novembro de 1960, em Boxtel) é uma autora das novas mídias e renomada professora universitária de mídias e sociedade digital na Universidade de Utreque desde 2017. De 2001 à 2016, foi professora do Comparative Media Studies, onde era a ex-presidente do Departamento de Estudos de Mídias e ex-reitora da Faculdade de Humanidades na Universidade de Amsterdã. É autora de dez livros (co)autorados e (co)editados incluindo Mediated Memory in the Digital Age ("Memória Mediada na Era Digital", em tradução livre); The Culture of Connectivity ("A Cultura da Conectividade"); e The Platform Society: Public Values in a Connective World ("A Sociedade de Plataforma: Valores Públicos em um Mundo Conectivo"). Seu trabalho tem sido traduzido para diversos idiomas e distribuído para uma audiência global.
Desde 2010, Van Dijck tem sido membra da Academia Real das Artes e Ciências dos Países Baixos. Em 2015, foi eleita por membros da Academia como presidenta da organização e se tornou a primeira mulher a ocupar a posição.
Em 2016, a revista holandesa Opjiz nomeou Van Dijck a mulher holandesa mais influente do ano.
Em 2019, a Universidade de Lund agraciou Van Dijck com um doutorado honorário por seus méritos científicos e contribuições sobre aspectos sociais da digitalização.
Em 2024, recebeu um doutorado honorário da Universidade de Oslo.

## Vida prévia e educação
Johanna Francisca Theodora Maria van Dijck nasceu em Boxtel, Países Baixos.
Ela frequentou e se graduou na Universidade de Utreque com um bacharelado e mestrado (MA) em 1985. Posteriormente, graduou-se doutora (PhD) em Literatura Comparativa na Universidade da Califórnia em San Diego, em 1992.

## Trabalhos notáveis
Van Dijck publicou seu primeiro livro Manufacturing Babies and Public Consent: Debating the New Reproductive Technologies ("Fabricando Bebês e Consenso Público: Debatendo Novas Tecnologias Reprodutivas") em 1995. Dissertou sobre discussões candentes de ativistas e acadêmicos a respeito de recentes desenvolvimentos de tecnologia envolvendo reprodutividade. Van Dijck tomou nota de artigos científicos, ficção e outros estudos para reconstruir o debate.
Outros trabalhos notáveis incluem Users like you? Theorizing agency in user-generated content ("Usuários como você? Teorizando a agência em conteúdos gerados por usuários"), o qual enfatiza a ideia de um "você" enquanto metáfora para milhões de contribuidores anônimos para a internet bem como a forma pela qual essa existência afeta a geração e a circulação de conteúdos. Em seu artigo, Van Dijck argumenta pela articulação da agência do usuário como um conceito complexo, o qual envolve não apenas a facilitação do engajamento e da participação, mas também o valor econômico de ambos consumidores e provedores. Para ela, grandes companhias de sítios como Google deveriam tentar criar modelos para a compreensão dessa composição.

## Publicações (selecionadas)
- José van Dijck, J. (2009). Users like you? Theorizing agency in user-generated content. Media, Culture & Society, 31(1), p. 41–58. 10.1177/0163443708098245
- José van Dijck, Thomas Poell & Martijn de Waal, The Platform Society. Public Values in a Connective World. Oxford University Press, 2018. ISBN 978-0-19-088977-7
- José van Dijck: The Culture of Connectivity: A critical history of social media. New York, Oxford University Press, 2013. ISBN 978-0-19-997077-3
- Sound souvenirs. Audio technologies, memory and cultural practices. Editado por Karin Bijsterveld e José van Dijck. Amsterdam, Amsterdam University Press, 2009. ISBN 978-90-8964-132-8
- José van Dijck: Mediated memories in the digital age. Stanford, CA. Stanford University Press, 2007. ISBN 0-8047-5624-4
- José van Dijck: The transparent body. A cultural analysis of medical imaging. Seattle, University of Washington Press, 2005. ISBN 0-295-98490-2
- José van Dijck: Manufacturing Babies and Public Consent. Debating the New Reproductive Technologies. New York: New York University Press, 1995. ISBN 978-03-3362-965-9
- José van Dijck: Discontinuous discourses. Mapping the public debate on new reproductive technologies, 1978-1991. Tese,  University of California, San Diego, Department of Literature, 1992. Sem código ISBN.
- José van Dijck: 'Profile, University of Amsterdam' https://www.hiig.de/en/jose-van-dijck/ Arquivado em 2022-01-20 no Wayback Machine